# Bóng chuyền tại Đại hội Thể thao Đông Nam Á 2021
Bóng chuyền là một trong những môn thể thao tranh tài tại Đại hội Thể thao Đông Nam Á 2021 ở Việt Nam, được tổ chức từ ngày 13 đến 22 tháng 5 năm 2022 với 4 nội dung thi đấu. Môn bóng chuyền trong nhà được tổ chức tại Nhà thi đấu Đại Yên còn môn bóng chuyền bãi biển được tổ chức tại Khu du lịch Tuần Châu. Tất cả các sự kiện đều vào cửa miễn phí cho khán giả.

## Các quốc gia tham dự
| Quốc gia    | Trong nhà | Trong nhà | Bãi biển | Bãi biển |
| Quốc gia    | Nam       | Nữ        | Nam      | Nữ       |
| ----------- | --------- | --------- | -------- | -------- |
| Campuchia   | Yes       | No        | Yes      | No       |
| Indonesia   | Yes       | Yes       | Yes      | Yes      |
| Lào         | No        | No        | Yes      | No       |
| Malaysia    | Yes       | Yes       | Yes      | No       |
| Myanmar     | Yes       | No        | No       | No       |
| Philippines | Yes       | Yes       | Yes      | Yes      |
| Singapore   | No        | No        | Yes      | Yes      |
| Thái Lan    | Yes       | Yes       | Yes      | Yes      |
| Việt Nam    | Yes       | Yes       | Yes      | Yes      |
| Tổng        | 7         | 5         | 8        | 5        |

## Bóng chuyền trong nhà

### Giải đấu nam
Giải đấu có sự góp mặt của 7 quốc gia. Định dạng giống như năm 2019; Mỗi nhóm có ba hoặc bốn đội thi đấu vòng tròn tính điểm. Hai đội đứng đầu mỗi bảng sẽ thi đấu vòng bán kết. Đội thắng ở vòng bán kết sẽ tranh huy chương vàng và đội thua sẽ tranh huy chương đồng.
| Hạng | Đội         | Trận đấu | T | B |
| ---- | ----------- | -------- | - | - |
| 1    | Indonesia   | 5        | 5 | 0 |
| 2    | Việt Nam    | 5        | 3 | 2 |
| 3    | Campuchia   | 4        | 2 | 2 |
| 4    | Thái Lan    | 4        | 2 | 2 |
| 5    | Philippines | 4        | 2 | 2 |
| 6    | Myanmar     | 4        | 1 | 3 |
| 7    | Malaysia    | 4        | 0 | 4 |

### Giải đấu nữ
Giải đấu có sự góp mặt của 5 quốc gia. Có một nhóm gồm năm đội thi đấu vòng tròn tính điểm. Hai đội đứng đầu bảng sẽ tranh huy chương vàng và vị trí thứ ba và thứ tư của nhóm sẽ tranh huy chương đồng.
| Hạng | Đội         | Trận đấu | T | B |
| ---- | ----------- | -------- | - | - |
| 1    | Thái Lan    | 5        | 5 | 0 |
| 2    | Việt Nam    | 5        | 3 | 2 |
| 3    | Indonesia   | 5        | 3 | 2 |
| 4    | Philippines | 5        | 1 | 4 |
| 5    | Malaysia    | 4        | 0 | 4 |

## Bảng huy chương
| Hạng               | Đoàn               | Vàng | Bạc | Đồng | Tổng số |
| ------------------ | ------------------ | ---- | --- | ---- | ------- |
| 1                  | Indonesia          | 2    | 1   | 1    | 4       |
| 2                  | Thái Lan           | 2    | 1   | 0    | 3       |
| 3                  | Việt Nam           | 0    | 2   | 0    | 2       |
| 4                  | Philippines        | 0    | 0   | 2    | 2       |
| 5                  | Campuchia          | 0    | 0   | 1    | 1       |
| Tổng số (5 đơn vị) | Tổng số (5 đơn vị) | 4    | 4   | 4    | 12      |

## Danh sách huy chương
| Nội dung      | Vàng | Bạc | Đồng |
| ------------- | --- | --- | --- |
| Trong nhà nam | Indonesia · Rendy Febriant Tamamilang · Sigit Ardian · Muhammad Malizi · Daffa Naufal · Yuda Mardiansyah Putra · Dimas Saputra · Rivan Nurmulki · Irpan · Farhan Halim · Dio Zulfikri · Nizar Julfikar · Fahreza Rakha · Doni Haryono                                                      | Việt Nam · Huỳnh Trung Trực · Trịnh Duy Phúc · Giang Văn Đức · Quản Trọng Nghĩa · Nguyễn Văn Quốc Duy · Từ Thanh Thuận · Nguyễn Xuân Thanh · Phạm Thái Hưng · Lâm Văn Sanh · Nguyễn Đình Nhu · Nguyễn Văn Nam · Vũ Ngọc Hoàng · Dương Văn Tiên · Cù Văn Hoàn                                  | Campuchia · Sovandara Khim · Phearoth Chheang · Sarun Pin · Soeurn Heng · Sokheang An · Mom Kuon · Ratanak Phol · Channaro Soun · Reaseykeo Lang · Nimul Mourn · Voeurn Veasna · Phaniet Phol · Sokheang Mon · Piseth Kong                                                                           |
| Trong nhà nữ  | Thái Lan · Wipawee Srithong · Piyanut Pannoy · Pornpun Guedpard · Thatdao Nuekjang · Kannika Thipachot · Jarasporn Bundasak · Hattaya Bamrungsuk · Sutadta Chuewulim · Pimpichaya Kokram · Ajcharaporn Kongyot · Chatchu-on Moksri · Supattra Pairoj · Sirima Manakij · Tichakorn Boonlert | Việt Nam · Lê Thị Thanh Liên · Trần Thị Thanh Thúy · Nguyễn Thị Uyên · Phạm Thị Nguyệt Anh · Trần Việt Hương · Trần Thị Bích Thủy · Nguyễn Thị Bích Tuyền · Hoàng Thị Kiều Trinh · Nguyễn Thu Hoài · Nguyễn Thị Trinh · Đinh Thị Thúy · Lưu Thị Huệ · Đoàn Thị Lâm Oanh · Nguyễn Thị Kim Liên | Indonesia · Amalia Fajrina Nabila · Arsela Nuari Purnama · Megawati Hangestri Pertiwi · Nandita Ayu Salsabila · Ratri Wulandari · Shella Bernadetha Onnan · Tisya Amallya Putri · Wilda Siti Nurfadillah Sugandi · Yolana Betha Pangestika · Yolla Yuliana · Ditta Azizah · Shintia Alliva Maulidina |
| Bãi biển nam  | Indonesia · Ade Candra Rachmawan · Mohammad Ashfiya · Gilang Ramadhan · Rendy Verdian Licardo | Thái Lan · Surin Jongklang · Banlue Nakarkhong · Pithak Tipjan · Poravid Taovalo | Philippines · Jude Garcia · Anthony Lemuel Arbasto Jr. · Alnakran Abdilla · Jaron Requinton |
| Bãi biển nữ   | Thái Lan · Taravadee Naraphornrapat · Worapeerachayakorn Kongphopsarutawadee · Varapatsorn Radarong · Tanarattha Udomchavee | Indonesia · Dhita Juliana · Putu Dini Jasita Utami · Nur Sari · Sari Hartati | Philippines · Cherry Rondina · Bernadeth Pons · Jovelyn Gonzaga · Floremel Rodriguez |